# عنقود التوائم الخمسة

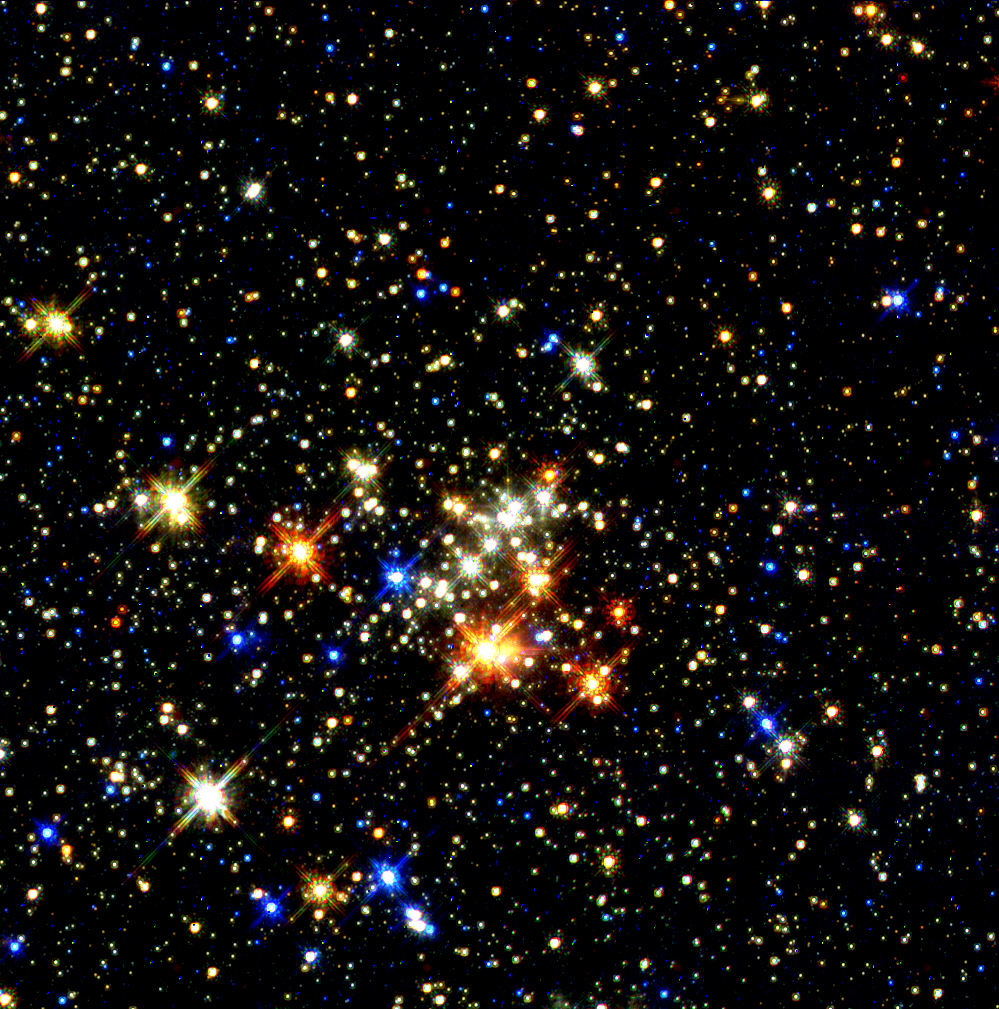
تجمع التوائم في كوكبة الرامي. يبعد عنا نحو 25.000 سنة ضوئية.

عنقود التوائم في الفلك (بالإنجليزية:Quintuplet cluster ) هو تجمع نجمي كثيف لنجوم ناشئة عظيمة الكتلة وتبعد 100 سنة ضوئية من مركز مجرتنا مجرة درب التبانة. يعتبر هذا التجمع والتجمع النجمي تجمع أرشز تجمعان يشغلان المنطقة القريبة من مركز المجرة مباشرة . ونظرا لكثرة الغبار الكوني في تلك المنطقة فيصعب رؤياها بالتلسكوبات الضوئية ولا بد من دراستها عن طريق رصد ما يصدر من تلك النجوم من أشعة سينية وأشعة راديوية كما يمكن تصوير الأشعة تحت الحمراء الصادرة منها.)
يقدر عمر تجمع التوائم نحو 4 ملايين سنة وتبلغ الكتلة الكلية لنجومه نحو 10.000 كتلة شمسية ويحوي نجوما كثيرة تبلغ كتلة كل منها نحو 130 كتلة شمسية ومن ضمنها بيستول وهو أحد أشد النجوم ضياء في المجرة، ومن المحتمل أن بنفجر نجم بيستول قريبا كمستعر اعظم.

تعتبر أشد نجوم التجمع ضياء عمالقة فائقين فائقي الكتلة مثل QPM-241 ونجم بيستول . كما توجد من ضمنها نجوم ثنائية تقترب من أن تنفجر في هيئة مستعر أعظم

وتبلغ شدة ضياء النجم العملاق بيستول أشد نحو 6 ملايين مرة من ضياء شمسنا وهو من ضمن قائمة أشد النجوم سطوعا. وأما النجم QPM-241 فهو من نوع نجم ولف-رايت ويبلغ ضياؤه نحو 5و4 مليون ضياء شمسي .

## وصلات خارجية
- IRAS	17430-2848, at سيمباد
- The Revised AFGL (RAFGL) Catalogue at سيمباد